# جيمس أ. هالي
جيمس أ. هالي هو سياسي أمريكي، ولد في 4 يناير 1899 في جاكسونفيل في الولايات المتحدة، وتوفي في 6 أغسطس 1981 في ساراسوتا في الولايات المتحدة. نشط حزبياً في الحزب الديمقراطي. وقد انتخب عضو مجلس نواب فلوريدا ‏ وانتخب عضو مجلس النواب الأمريكي.